# Josef Meinrad
Josef Meinrad, född 21 april 1913 i Wien, Österrike-Ungern, död 18 februari 1996 i Großgmain, Österrike, var en österrikisk skådespelare. Under 1950-talet var han ett bekant ansikte som birollsskådespelare i tyskspråkig film och medverkade bland annat som adjutant Böckl i de tre filmerna om kejsarinnan Sissi.

## Filmografi, urval
- 1952 – 1 april år 2000
- 1955 – Sarajevo
- 1955 – Det hände i Wien
- 1955 – Sissi
- 1956 – Sissi – den unga kejsarinnan
- 1956 – Flykten västerut
- 1957 – Sissi – älskad kejsarinna
- 1963 – Kardinalen